# Peridroma semidolens
Peridroma semidolens är en fjärilsart som beskrevs av Walker 1857. Peridroma semidolens ingår i släktet Peridroma och familjen nattflyn. Inga underarter finns listade i Catalogue of Life.